# James L. Pugh
James Lawrence Pugh, född 12 december 1820 i Burke County, Georgia, död 9 mars 1907 i Washington, D.C., var en amerikansk demokratisk politiker. Han representerade delstaten Alabama i båda kamrarna av USA:s kongress, först i representanthuset 1859–1861 och sedan i senaten 1880–1897.
Pugh flyttade 1824 till Alabama med sina föräldrar. Han studerade juridik och inledde 1841 sin karriär som advokat i Eufaula. Han blev invald i representanthuset i kongressvalet 1858. Han avgick som kongressledamot i samband med Alabamas utträde ur USA. Han deltog i amerikanska inbördeskriget i Amerikas konfedererade staters armé och var sedan ledamot av CSA:s representanthus 1862-1865.
Pugh efterträdde 1880 Luke Pryor som senator för Alabama. Han efterträddes 1897 av Edmund Pettus.
Pughs grav finns på Fairview Cemetery i Eufaula.